# Cary Malmgren
Cary Willy Malmgren, född 25 februari 1942 i Lund, är en svensk målare.
Malmgren debuterade i en samlingsutställning 1970 och medverkade i en av Liljevalchs salonger. Separat har ställt ut på bland annat Galleri Gamla Stan och Galerie Æsthetica i Stockholm samt på flera gallerier i Malmö. Han tilldelades stipendium från Limhamns konstförening 1973 och Ellen Trotzigs stipendium 1974. Malmgren är representerad vid Malmö kommun och Malmöhus läns landsting.